# Glebe (Sydney)
Glebe è un sobborgo di Sydney e si trova nel Cumberland Plain, rappresenta uno dei quartieri storici della città dove in passato risiedevano numerose famiglie di marinai e operai impegnati nella vicina baia. 
Oggi il quartiere è rinomato per i suoi caratteristici ristoranti etnici, cafè di grido e centri massaggio.